# Hyundai Clix

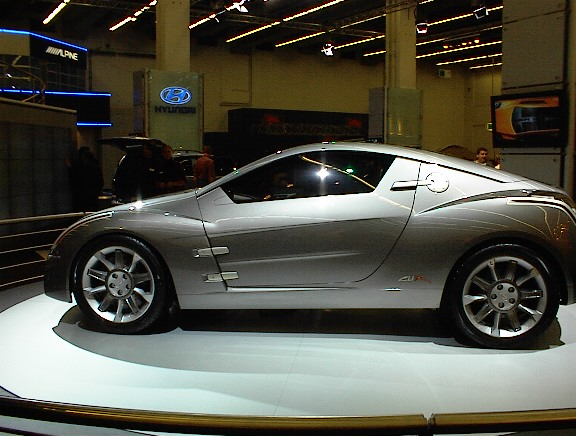
Вид слева

Hyundai Clix — концепт-кар производства Hyundai, выпущенный в 2001 году.

## Описание
Автомобиль Hyundai Clix был представлен во Франкфурте-на-Майне. Самый яркий аспект модели — стеклянная крыша.
Механизм сворачивания крыши «превращает» автомобиль в пикап и кабриолет. Ширина автомобиля составляет 1738 мм, длина составляет 3959 мм, а высота — 1300 мм.
Модель оснащена двигателем внутреннего сгорания объёмом 2,2 литра мощностью 320 л. с. Система питания — прямой впрыск.
Трансмиссия автомобиля — секвентальная механическая, 6-ступенчатая.